# Березнегувате (Мурахівський старостинський округ)
Березнегувате — селище в Україні, у Березнегуватській селищній громаді Баштанського району Миколаївської області. Населення становить 325 осіб. Колишня назва — станція Березнегувате (1914).